# Axel Börsch-Supan
Axel Börsch-Supan (* 28. Dezember 1954 in Darmstadt) ist ein deutscher Wirtschaftswissenschaftler. 
2001 gründete er das Mannheimer Forschungsinstitut Ökonomie und Demographischer Wandel (Mannheim Research Institute for the Economics of Aging) an der Universität Mannheim. Seit Januar 2011 ist Börsch-Supan Wissenschaftliches Mitglied der Max-Planck-Gesellschaft. Das Mannheimer Forschungsinstitut ist seit Juli 2011 als Munich Center for the Economics of Aging (MEA) Teil des Max-Planck-Institut für Sozialrecht und Sozialpolitik in München. Er ist zudem Professor an der Technischen Universität München, Koordinator der EU-Forschungsinfrastruktur Survey of Health, Ageing and Retirement in Europe (SHARE) und seit dem 6. Juni 2018 zudem Mitglied in der von der Bundesregierung eingesetzten Rentenkommission „Verlässlicher Generationenvertrag“.

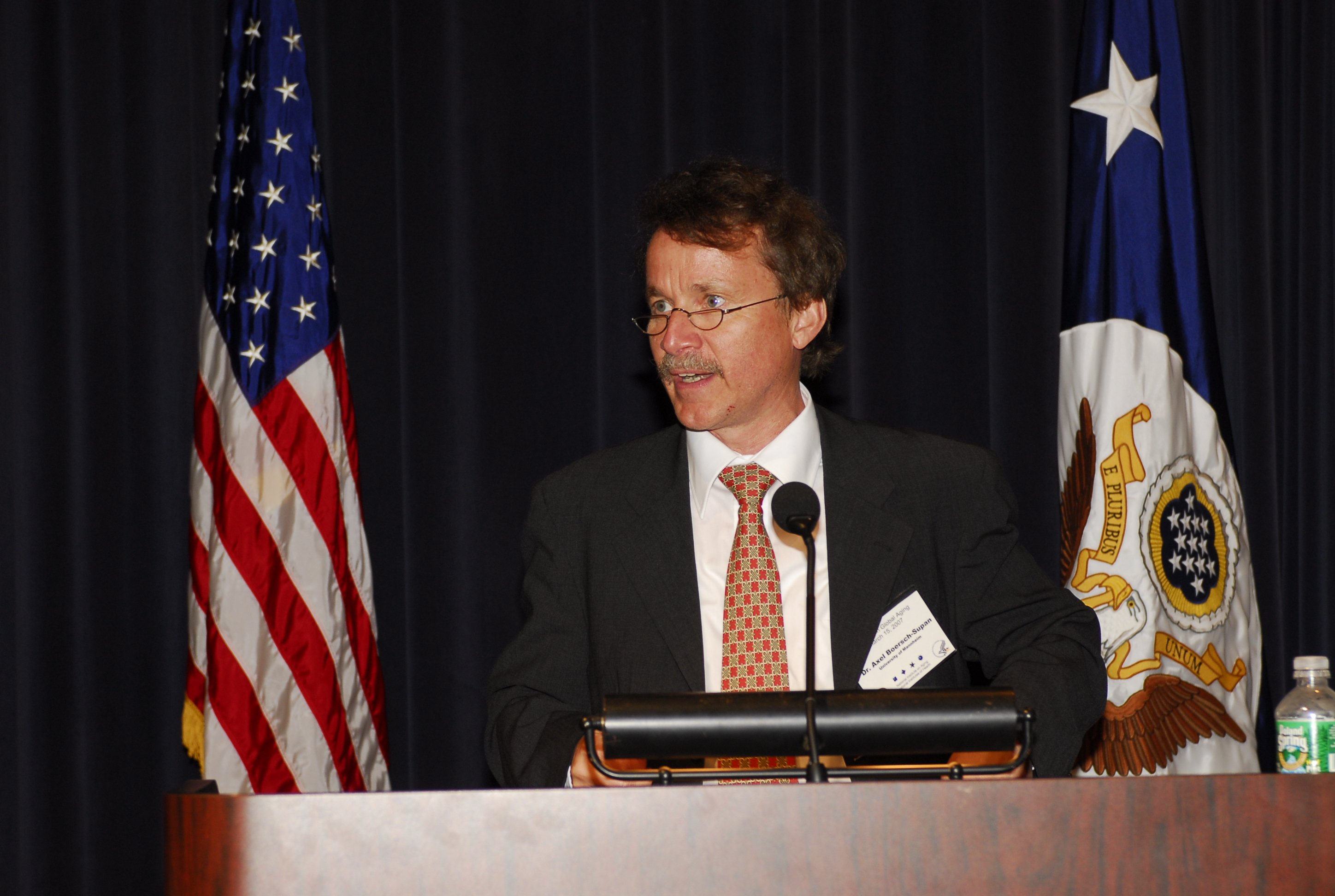

## Wissenschaftlicher Werdegang
Axel Börsch-Supan studierte Volkswirtschaftslehre und Mathematik an den Universitäten München und Bonn und erhielt 1980 sein Diplom in Mathematik mit Nebenfach Ökonometrie. Er promovierte 1984 in VWL bei Nobelpreisträger Daniel McFadden, einem der Wegbereiter der Mikroökonometrie, am Massachusetts Institute of Technology (MIT) in Cambridge, Massachusetts. Nach Anstellungen von 1984 bis 1987 als Assistant Professor for Public Policy an der Harvard University und von 1987 bis 1989 als Professor für Wirtschaftstheorie an der Universität Dortmund war er von 1989 bis 2011 Professor an der Fakultät für Volkswirtschaftslehre und Statistik der Universität Mannheim. Seit Juli 2011 leitet Börsch-Supan zusammen mit Ulrich Becker in München das Max-Planck-Institut für Sozialrecht und Sozialpolitik der Max-Planck-Gesellschaft, das sich mit sozialrechtlicher und sozialpolitischer Forschung beschäftigt. Seit 2012 ist Börsch-Supan Inhaber des Lehrstuhls für Economics of Aging an der Fakultät für Wirtschaftswissenschaften der Technischen Universität München.

## Forschung
Börsch-Supan widmet sich in seiner Forschung den mikro- und makroökonomischen Auswirkungen des demographischen Wandels, dem Sparverhalten der Haushalte (z. B. Save (Studie)), der Reform der sozialen Sicherungssysteme, sowie Arbeits- und Kapitalmarktfragen. Es geht dabei um Fragen wie zum Beispiel:
- Wie wirkt die Demographie auf die Sozialversicherungssysteme, insbesondere die Altersvorsorge?
- Wie können die Anreizeffekte zum frühzeitigen Renteneintritt gemildert werden?
- Was bestimmt die Ersparnisbildung und die Portefeuillewahl?
- Wie wirken sich die ökonomischen Randbedingungen (Vermögen, Einkommen) auf Gesundheit und Lebenserwartung aus?
- Wie stark ist die Morbiditätskompression und wie unterscheidet sie sich nach sozioökonomischem Status?
- Wie wirkt die Demographie auf das Wirtschaftswachstum, Konsum, Investitionen und Außenbilanz einer alternden Gesellschaft?
- Wie ändern sich Produktivität und Innovationsfreude einer alternden Gesellschaft?
- Welche Rolle spielt Bildung in einer alternden Gesellschaft?
- Wie steht Deutschland im Vergleich zu den europäischen Nachbarn und zu den USA und Asien da?

### Wissenschaftliche Positionen (Auszug)
- Seit 2008 Mitglied bei MacArthur Foundation Aging Societies Network
- Seit 1990 Research Associate am National Bureau of Economic Research (NBER) in Cambridge, Massachusetts
- 2007–2011 Aufsichtsrat im Zentrum für Europäische Wirtschaftsforschung (ZEW)
- 2003–2008 Sprecher des Sonderforschungsbereich 504 an der Universität Mannheim

### Wissenschaftliche Beratungstätigkeit (Auszug)
- 2018–2020 Kommission „Verlässlicher Generationenvertrag“
- Seit 2011 Mitglied der Expertenkommission Demographischer Wandel der Bundesregierung, Berlin
- 2005–2009 Kommission zum Forum Demographischer Wandel des Bundespräsidenten
- 2002–2003 Kommission zur Nachhaltigkeit in der Finanzierung der sozialen Sicherungssysteme (Rürup-Kommission)
- Seit 1999 Mitglied des Wissenschaftlichen Beirats beim Bundesministerium für Wirtschaft und Technologie Vorsitz von 2004 bis 2008
- Seit 1998 The World Bank, Washington D.C.
- Seit 1997 OECD (Organisation for Economic Co-Operation and Development), Paris

### Ehrungen (Auswahl)
- Seit 2015 Korrespondierendes Mitglied der Österreichischen Akademie der Wissenschaften
- 2005: Heidelberg Club International Award for Contributions to Humanity in the Field of Gerontology
- 2002: Distinguished Harris German-Dartmouth Visiting Professorship
- Seit 2000 Mitglied der Deutschen Akademie der Naturforscher Leopoldina[3]
- Seit 1998 Ordentliches Mitglied der Sozialwissenschaftlichen Klasse der Berlin-Brandenburgischen Akademie der Wissenschaften
- 2017: Bayerische Staatsmedaille für soziale Verdienste